# Leoberto Laus Leal
Pour les articles homonymes, voir Ramos.
Leoberto Laus Leal (Tijucas, 4 juillet 1912 - São José dos Pinhais, 16 juin 1958) fut un avocat et un homme politique brésilien, député fédéral de 1955 à 1958.
Il meurt dans un accident aérien à São José dos Pinhais, le 16 juin 1958. Dans ce même accident, le gouverneur de l'État de Santa Catarina Jorge Lacerda et l'ancien président du Brésil Nereu de Oliveira Ramos trouvent également la mort.